# Brewster Kahle
Brewster Kahle, född 22 oktober 1960 i New York, är en amerikansk datorforskare och Internetföretagare, grundare av Internet Archive och flera andra framgångsrika och visionära verksamheter.

## Levnad
Brewster Kahle studerade vid Massachusetts Institute of Technology under Marvin Minsky och W. Daniel Hillis med inriktning på artificiell intelligens. Efter teknologie kandidatexamen (Bachelor of Science) 1982 var han med om att grunda och arbetade under sex år som ledande utvecklare vid företaget Thinking Machines, där de första massivt parallella superdatorerna byggdes. Som en av tillämpningarna utvecklade han tidiga indexerings- och söksystem för stora textmassor, bland annat nyhetstelegrammen hos Dow Jones News Service.
Kahle lämnade Thinking Machines och tog med sig det Internetbaserade sök- och publiceringssystemet Wide Area Information Server, WAIS, flyttade till Kalifornien och grundade tillsammans med Bruce Gilliat företaget WAIS Inc. i Menlo Park. 1995 sålde de företaget för 15 miljoner dollar till America Online och blev alltså pionjärer av att grunda och sälja Internetföretag. De båda slog sig ned i Presidio-området, en nedlagd militärförläggning i norra San Francisco, och grundade 1996 dels Alexa Internet dels Internet Archive.
Alexa Internet utvecklade ett verktygsfält (Alexa toolbar) till webbläsaren Microsoft Internet Explorer som ger användaren bakgrundsinformation om de besökta webbplatserna. I gengäld förmedlar verktygsfältet statistik om surfningen tillbaka till företaget, som sammanställer en ranking av världens mest besökta webbplatser. Företaget Alexa Internet såldes 1999 till webbokhandeln Amazon.com.
Internet Archive är ett ideellt projekt för arkivering av webbsidor och annat webbrelaterat innehåll.